# 格贺族
格贺族是越南官方认定的54个民族之一，分布在越南中部高原的林同省。
他们说格贺语，是南亚语系孟-高棉语族的一种语言。